# 羅斯角 (斯科特海岸)
羅斯角（英語：Cape Ross），是南極洲的海岬，位於維多利亞地的斯科特海岸，處於阿徹角以北15公里，由英國探險隊繪入地圖，現時由南極條約體系管理。